# Lambda Pyxidis
λ Pyxidis (Lambda Pyxidis, kurz λ Pyx) ist der fünfthellste Stern im Sternbild Schiffskompass. Er erscheint dem bloßen Auge aufgrund seiner geringen scheinbaren Helligkeit von 4,69m  nur als lichtschwacher, gelblich leuchtender Punkt am Nachthimmel. Nach Parallaxen-Messungen der Raumsonde Gaia ist er etwa 191 Lichtjahre von der Erde entfernt.
λ Pyx ist ein Riesenstern der Spektralklasse G8.5IIIb Fe-1. Sein Spektrum zeigt einen unterdurchschnittlichen Gehalt an Eisen mit schwachen Dicyan-Linien. Er wird als Red Clump Star klassifiziert, gewinnt also seine Energie durch die Fusion von Helium zu Kohlenstoff in seinem Inneren. Der Stern besitzt etwa 2,1 Sonnenmassen, 8,6 Sonnendurchmesser und  49 Sonnenleuchtkräfte. Seine Photosphäre ist mit einer effektiven Temperatur von circa 4960 Kelvin kühler als jene der Sonne.
Langzeitbeobachtungen zeigten Schwankungen in der Eigenbewegung von λ Pyx, die darauf hindeuten, dass er ein astrometrischer Doppelstern ist. Sein Begleiter ist bisher unbekannt.